# Winklmoos-Alm

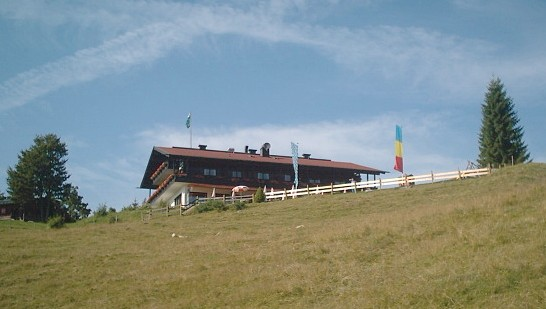
Hotel Winklmoosalm

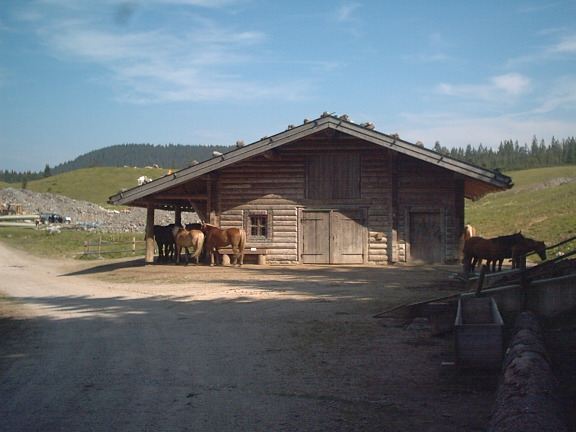
Pferdekoppel auf der Winklmoos-Alm

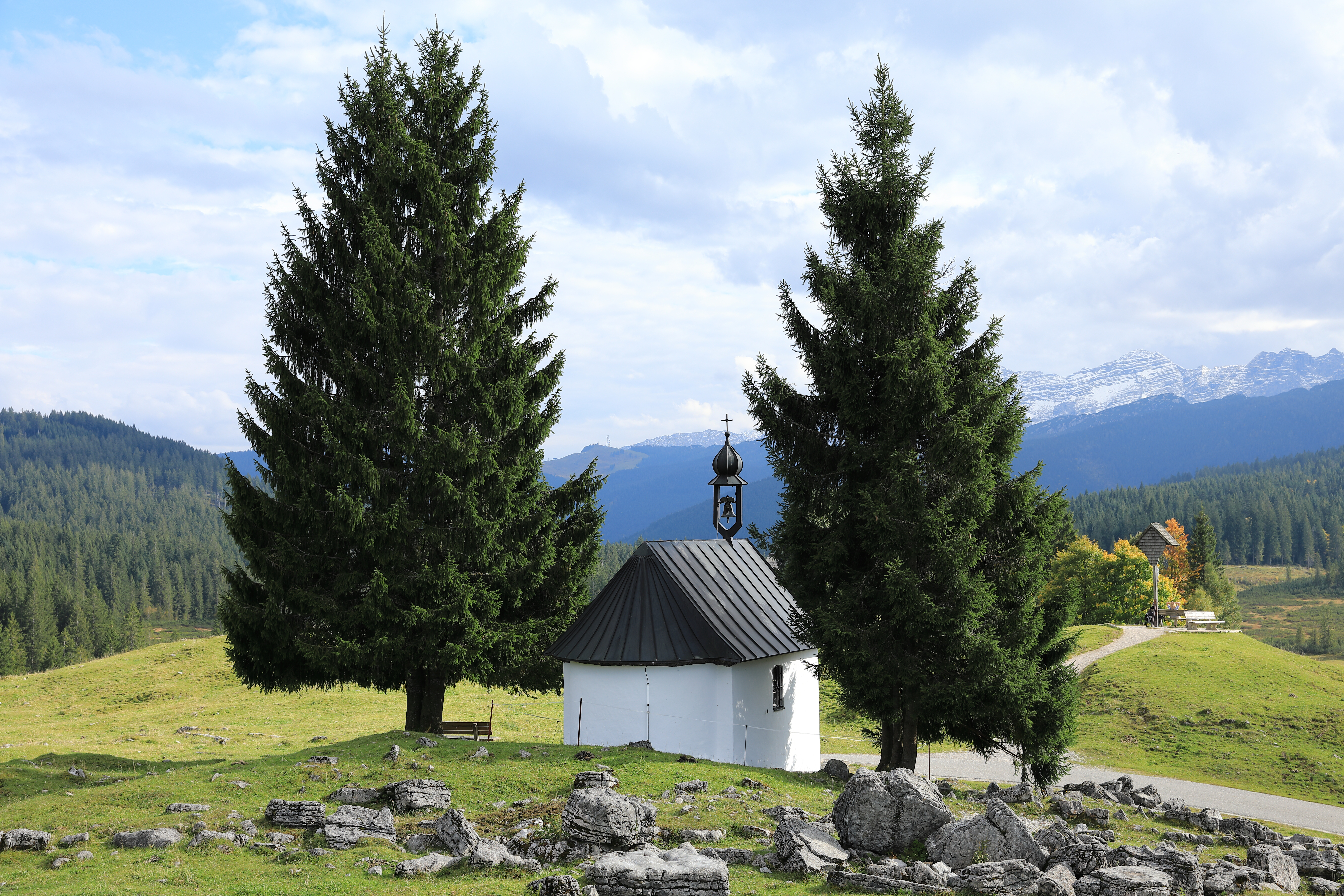
Almkapelle

Die Winklmoos-Alm ist ein weitläufiges Almgebiet in den Chiemgauer Alpen. Es befindet sich auf dem Gebiet der oberbayerischen Gemeinde Reit im Winkl im Landkreis Traunstein.

## Geografie
Das Hochplateau befindet sich auf etwa 1170 m ü. NHN zwischen dem Dürrnbachhorn (1778 m) und der Steinplatte (1870 m). Es ist zusammen mit dem österreichischen Skigebiet auf der Waidringer Steinplatte ein beliebtes Wandergebiet und bedeutendes Skizentrum. Auf dem Gebiet der Winklmoos-Alm gibt es einige wenige Häuser, Almhütten sowie Unterkunftshäuser (darunter die Traunsteiner Skihütte des Deutschen Alpenvereins). Die Auffahrt mit eigenem PKW von Seegatterl an der B 305 zur Winklmoos-Alm über eine mautpflichtige, steile Bergstraße (erbaut 1956) ist nur im Sommer möglich. Seit dem Beginn der Wintersaison 2009/2010 wird der bis dahin im Winter ausschließlich mögliche Linienbusverkehr durch eine Gondelbahn ersetzt.

## Sonstiges

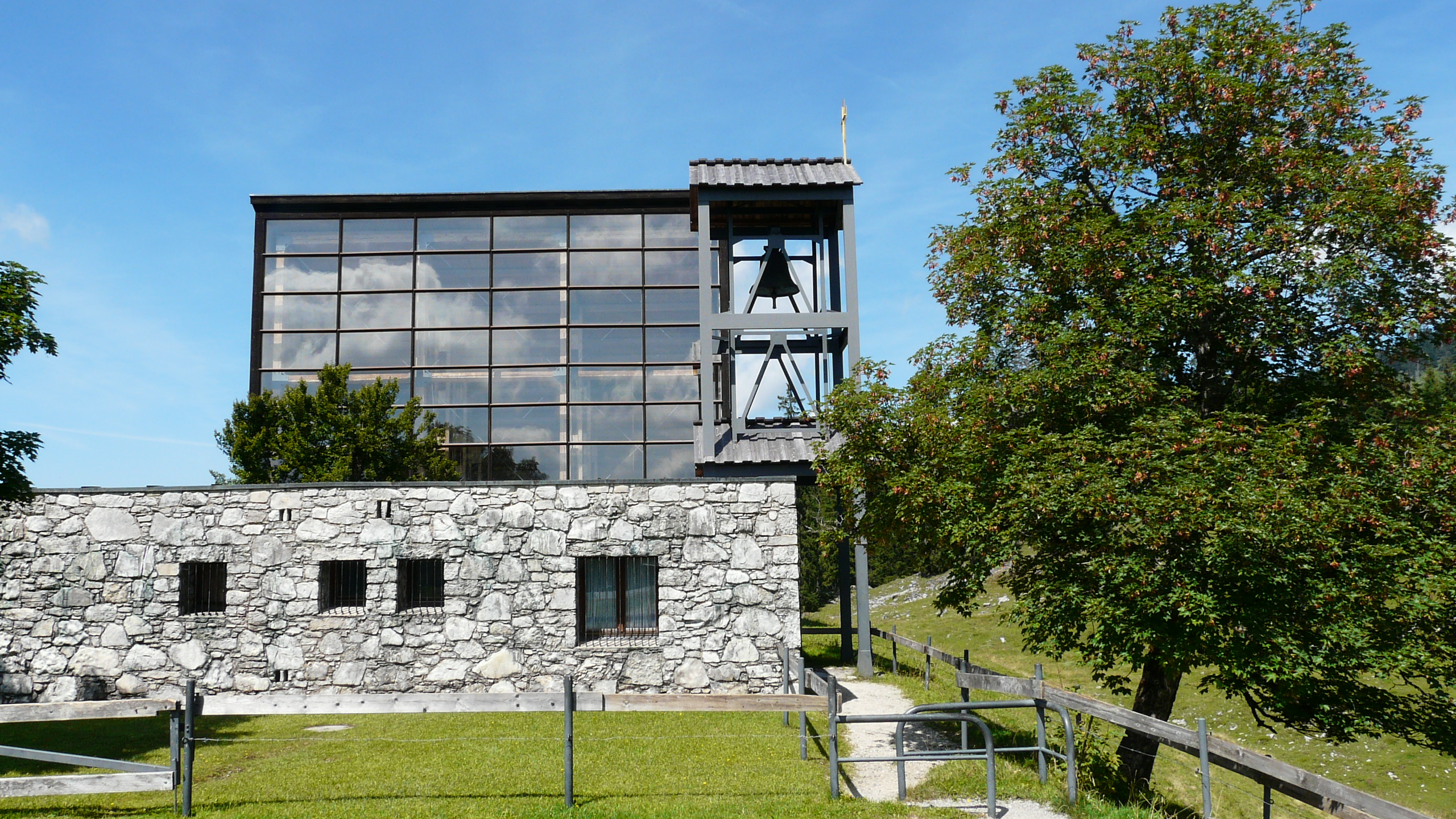
Bergkirche

Die Winklmoos-Alm ist auch als Heimat der mehrfachen Ski-Olympiasiegerin von 1976 Rosi Mittermaier bekannt.
An der Kapelle Mariä Himmelfahrt findet alljährlich am 15. August eine Bergmesse mit Kräuterweihe statt.
Am 27. April 2018 wurde der Winklmoos-Alm von der International Dark-Sky Association das Zertifikat International Dark-Sky Park ausgestellt, es handelt sich somit um den ersten Sternenpark in den Alpen.
Auf der Winklmoosalm befindet sich mit dem Reichenhaller Haus (nicht zu verwechseln mit dem Reichenhaller Haus des Deutschen Alpenvereins) ein Grundstück der Bundeswehr, von wo aus Gebirgsjäger skifahren.